# Otto Grassl
Otto Grassl (* 26. April 1891 in München; † 22. November 1976 in Dachau) war ein deutscher Maler, Grafiker, Zeichner und Kunstlehrer.

## Familie und Ausbildung
Otto Grassls Vater Karl Grassl (1869 – nach 1926) war 1870 mit dem Großvater Engelhart Grassl aus Landshut nach München übergesiedelt. Hier eröffnete er eine Antiquariats- und Kunstbuchhandlung und heiratete Friederike Franziska Bader, Ottos Mutter. Otto besuchte nach der Elementarschule 1902 bis 1905 die drei ersten Klassen des Maximiliansgymnasiums in München und verbrachte seine freie Zeit meist im väterlichen Antiquariat. Er wechselte zunächst an die städtische Gewerbeschule und studierte 1908 bis 1910 an der Kunstgewerbeschule in München bei Julius Diez und Max Dasio, unter anderem im Fach Illustration. Mit dem 27. Oktober 1915 ist sein Eintritt in die Münchner Kunstakademie dokumentiert, wo er sich in der Malklasse von Franz von Stuck und bei Max Doerner in der Maltechnik ausbildete.
1919 heiratete er in erster Ehe die Kaufmannstochter Franziska Breinbauer.

## Tätigkeit
Ab 1919 war Otto Grassl als Lehrer für kunstgewerbliches Malen an der Kunstgewerbeschule München, ab 1942 in Dachau tätig. Hier verstarb er im Alter von 85 Jahren. Die Stadt Dachau widmete ihm eine Straße, den Otto-Grassl-Weg. Er war Mitglied in der Münchner Künstlervereinigung Bund, im Deutschen Werkbund (DWB), im Bund Deutscher Graphiker (BDG) sowie im Reichsverband bildender Künstler Deutschlands (RvBK). Als Maler, Zeichner, Werbegrafiker und Illustrator bevorzugte er figürliche Szenen und Einzeldarstellungen und widmete sich später vor allem religiösen Themen. Letztere fanden Eingang vor allem in seinen Beiträgen zu Kirchenausstattungen.
1912 präsentierte das in Leipzig ansässige Deutsche Buchgewerbe-Museum eine Ausstellung mit Arbeiten von Grassls gemeinsam mit Werken der Künstler Heinz Keune und Karl Michels.
Frühe Arbeiten Grassls waren das Temperagemälde Orpheus (1910) und ein grafischer Zyklus Kuß, der mit insgesamt zehn Blättern 1913 erschien. Um 1916 widmete er sich einer weiteren Grafikfolge zum Leben des Heiligen Franziskus von Assisi. 1912, also noch vor seinem Eintritt in die Kunstakademie, beteiligte er sich an der Frühjahrsausstellung der Münchener Secession und konnte im Münchner Kunstverein eine Werkauswahl zeigen. Seit mindestens 1915 und bis zum Ende der 1920er Jahre war er mit seinen Arbeiten auch in den Münchner Jahresausstellungen vertreten. Er zeigte Ölbilder und Gouachen, Zeichnungen und Druckgrafiken mit meist christlichen Motiven, darunter die Ölgemälde St. Hubertus und Flucht nach Ägypten (1919), Der Erlöser und Schmerzensmutter (1920), Traum des Hl. Josef und Martyrium des Hl. Erasmus (1922) oder Johannes auf Patmos (1926). Auch bereits als Altarbilder gedachte Werke waren zu sehen, darunter Kreuzabnahme (1922), Unser täglich Brot gib uns heute (1923) und ein weiteres, dreiteiliges Bild (1929). Aus der Zeit des Nationalsozialismus sind keine Ausstellungsbeteiligungen bekannt. Erst wieder seit 1949 und bis etwa 1970 beteiligte er sich an den Ausstellungen im Münchner Haus der Kunst, meist mit Tempera-Gemälden und nun auch häufig mit weltlichen Themen.

## Werkauswahl
- Bad Heilbrunn, Pfarrkirche St. Kilian, Kreuzwegmotive im Barockstil, 1940.
- Bad Wörishofen, Stadtpfarrkirche St. Justina: 14 Kreuzwegdarstellungen im Langhaus, 1938.
- Bühl (Baden), Exerzitienkapelle Mariahilf: Kreuzwegstationen.
- Dachau-Augustenfeld, St. Peter: Maria und Josef, Wandmalerei 1952.[8]
- Dachau, Pfarrkirche Mariä Himmelfahrt: Fastentuch; Ecce Homo und Hl. Josef (Entwurf), Mosaiken; Ausführung: Wilhelm Dieninghoff; Kahren.
- Kahren, Gemeindekirche: Hochaltar der Klosterkirche vom Guten Hirten in Trier; Entwurf: Walter Sebastian Resch und Otto Grassl; Ausführung: Julius Schneider, München 1929.
- München, Erzbischöfliches Palais: Christkönig.
- Nieberndorf bei Erlangen, Kirche: Altarblätter für die Seitenaltäre.
- Reichenhall, Alexischor der Basilika St. Zeno: Kruzifix, Stationsbilder; Altarbild.
- Scheinfeld, Pfarrkirche: Herz Jesu, Ölgemälde.
- Aura/Sinngrund, Pfarrkirche „Zu den sieben Schmerzen Mariens“: Ein Altarbild  Kreuzabnahme und zwei Gemälde der Seitenaltäre, Altarbild und Traum des hl. Joseph, 1922 im Glaspalast Berlin ausgestellt

Illustrationen
- Der Blumenstrauß des heiligen Franziskus von Assisi. Aus dem Urtext neu übersetzt von Dr. Otto Kunze. Mit acht Federzeichnungen und einer Schlußvignette von Otto Graßl. Verlags-Anstalt Tyrolia, Innsbruck / München 1921, OCLC 260125301.